# Мадисон (округ, Алабама)
Ма́дисон (англ. Madison County) — округ в США, штате Алабама. Официально образован в 1808 году. По состоянию на 2000 год, численность населения составляла 276 700 человек.
Назван по имени Джеймса Мэдисона, четвёртого Президента США, первым из президентов посетившим Алабаму.

## География
По данным Бюро переписи США, общая площадь округа равняется 2106 км², из которых 2085 км² суша и 21 км² или 0,98 % это водоемы.

### Соседние округа
|          |         | Линкольн (шт. Теннесси) | Франклин (шт. Теннесси) |  |
| Лаймстон | север   | Джэксон                 |                         |  |
| Лаймстон | Мадисон | Джэксон                 |                         |  |
| Лаймстон | юг      | Джэксон                 |                         |  |
| Морган   |         | Маршалл                 |                         |  |

## Демография
По данным переписи населения 2000 года в округе проживало 276 700 жителей, в составе 109 955 хозяйств и 75 319 семей. Плотность населения была 344 человек на 1 квадратный километр. Насчитывалось 120 288 жилых домов, при плотности покрытия 149 постройка на 1 квадратную милю. Расовый состав населения был 72,06 % белых, 22,78 % чёрных или афроамериканцев, и 1,89 % представители двух или более рас. 1,89 % населения являлись испаноязычными или латиноамериканцами.
Из 109 955 хозяйств 33 % воспитывают детей возрастом до 18 лет, 53,4 % супружеских пар живущих вместе, 11,8 % женщин-одиночек, 31,5 % не имели семей. 27,2 % от общего количества живут самостоятельно, 7,4 % лица старше 65 лет, живущие в одиночку. В среднем на каждое хозяйство приходилось 2,45 человека, среднестатистический размер семьи составлял 3 человека.
Показатели по возрастным категориям в округе были следующие: 25,6 % жители до 18 лет, 9,4 % от 18 до 24 лет, 31,5 % от 25 до 44 лет, 22,7 % от 45 до 64 лет, и 10,8 % старше 65 лет. Средний возраст составлял 36 лет. На каждых 100 женщин приходилось 95,3 мужчин. На каждых 100 женщин в возрасте 18 лет и старше приходилось 92,1 мужчины.
Средний доход на хозяйство в округе составлял 44 704 $, на семью — 54 360 $. Среднестатистический заработок мужчины был 40 779 $ против 26 534 $ для женщины. Доход на душу населения был 23 091 $. Около 8,1 % семей и 10,5 % общего населения находились ниже черты бедности. Среди них было 14,1 % тех кому ещё не исполнилось 18 лет, и 9,6 % тех кому было уже больше 65 лет.